# Lysurus mokusin
Espèce
Lysurus mokusin, le satyre de Mokusin est une espèce de champignons basidiomycètes de la famille des Phallaceae ou Clathraceae. Il est nommé localement Lanterne pékinoise, Satyre (Phallus) de Mokusin, ou Champignon-pinces (ツマミタケ).

## Description
- Sporophore : D'abord un œuf blanc, 1-3,5 cm, de consistance gélatineuse, d'où s'érige, à l'éclosion, une tige à base quadrangulaire ou polygonale portant 3-7 bras, le plus souvent réunis en pointe de flèche au sommet, parfois s'écartant à maturité, évoquant une pince à glace (à griffes), ou une lanterne de jardin, selon la cohésion des bras.

- Gleba sur la face intérieure des bras. Odeur nauséabonde (d'excréments frais, de cadavre en putréfaction, ou de vase.)

- Stipe : 10-15 x 1,5-2,5 cm, spongieux blanc rosâtre, rose saumoné à rouge orangé, formé de 4 à six côtés aux arêtes saillantes, plus ou moins rainurés longitudinalement.

- Spores : 4-6 x 2-2,5 µm, cylindriques, hyalines, lisses, à parois minces, avec appendice hilifère au MEB. Basides 7-8 spores.

- Habitat : Espèce pantropicale asiatique (Chine, Corée, Japon), introduite et invasive en Australie, aux Amériques, et en Europe. Pousse isolée ou éparse en juin (ou saison des pluies), ou tardif et en groupe sur compost, chablis d'écorce, etc. Hélio-thermophile au bord des sentiers, bambouseraies, jardins etc.

- Comestibilité : consommé au stade d’œuf.  Il a été utilisé en médecine traditionnelle chinoise comme remède contre les ulcères (référence ?).
- Références bibliographiques : FAMM 11 p. 10-13[1] : CD 1751[2] ; IH2 897[3] ; DM 100 p. 265[4] ; IOH 515[5] ; Kinoko Field Book p. 277[6].

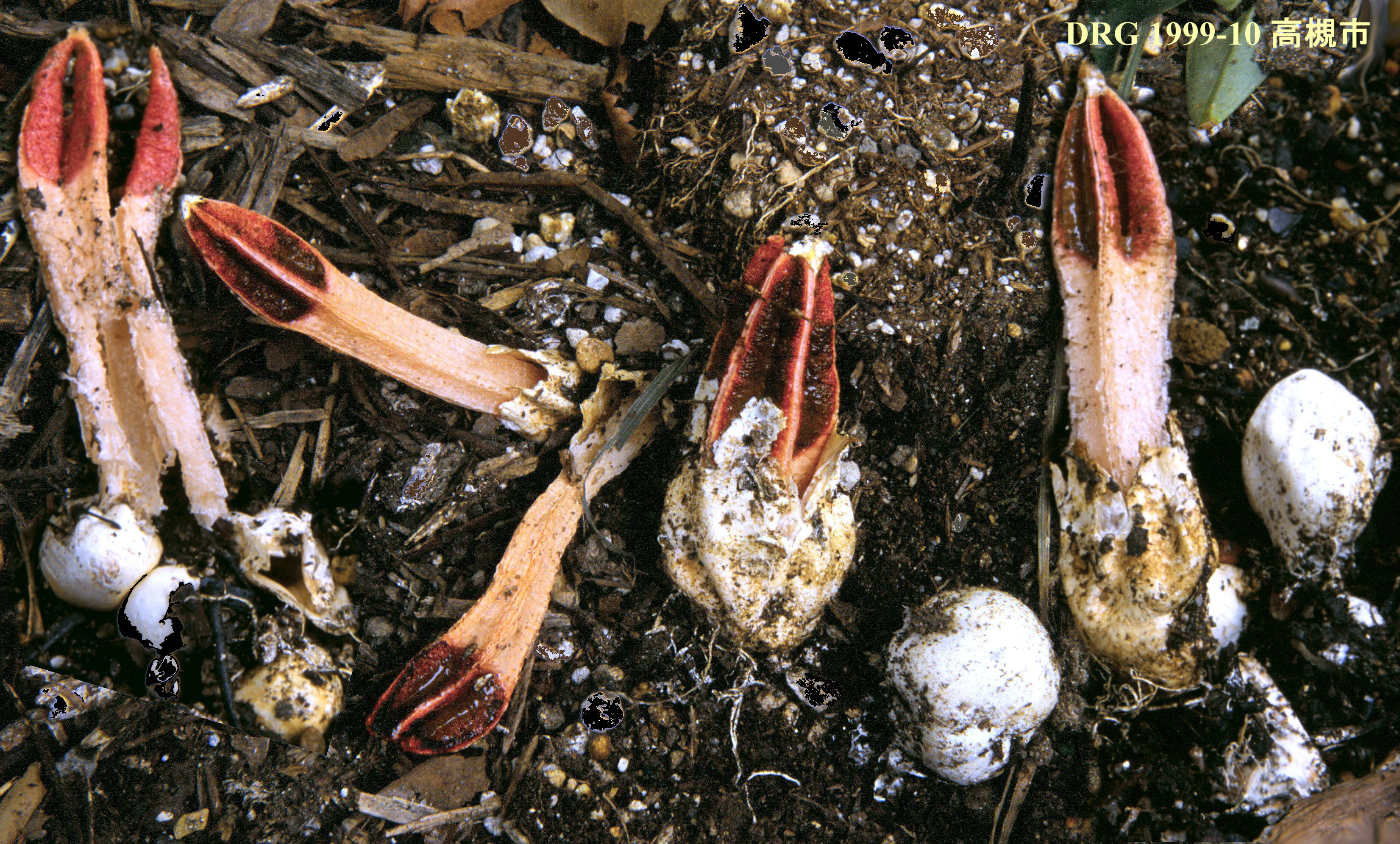
Lysurus mokusin 1999 1001 18 DRG

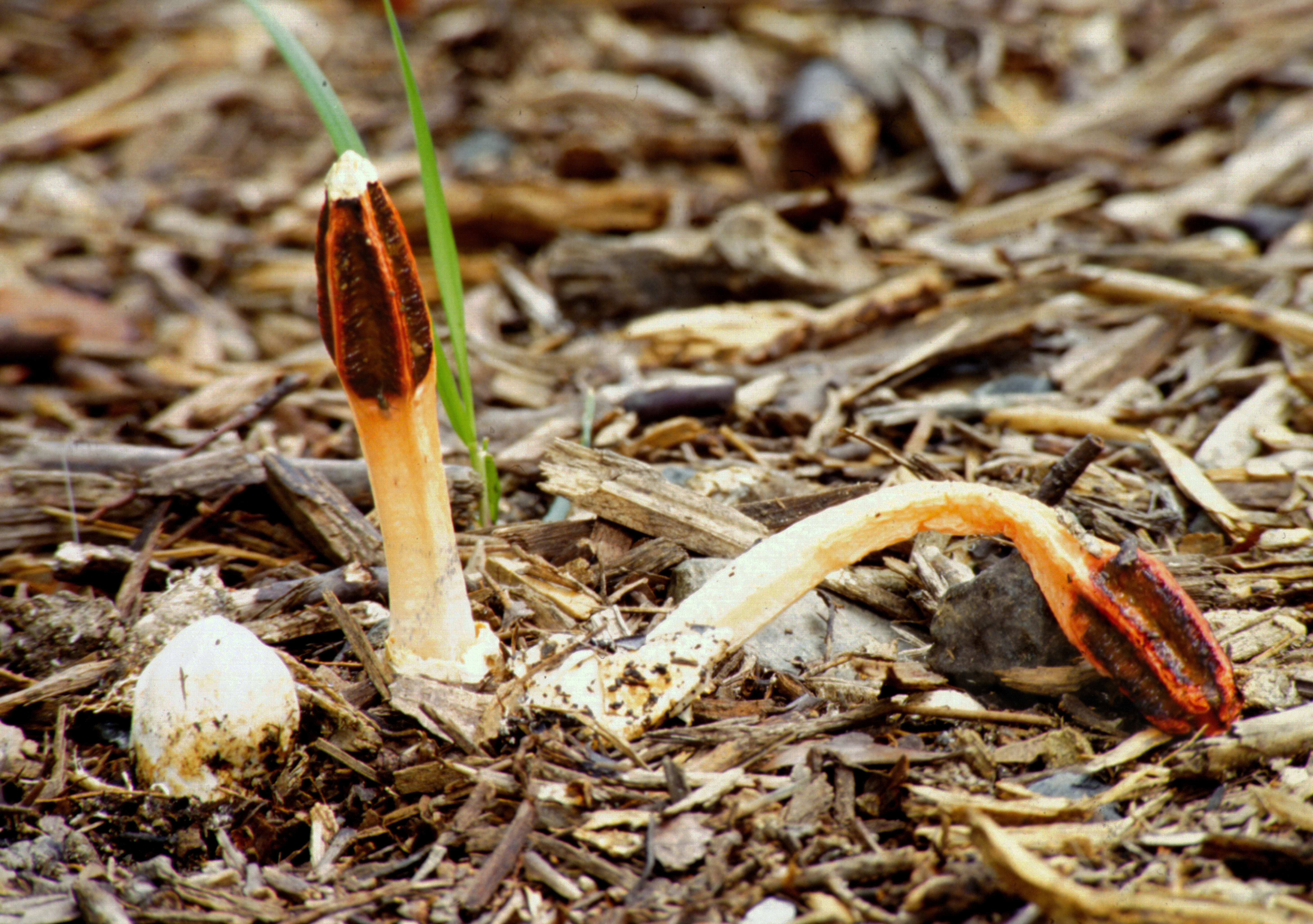
Lanterne pékinoise, Satyre de Mokusin, Champignon-pince (ツマミタケ), Japon

## Taxinomie
L'espèce a été publiée pour la première fois en 1775 sous le binôme de Phallus mokusin par le missionnaire jésuite en Chine Pierre-Martial Cibot, qui l'a récoltée aux environs de Pékin. Cette description, sanctionnée par Persoon, constitue la plus ancienne publication valide d'un taxon de la fonge chinoise.